# Carbonado Sérgio

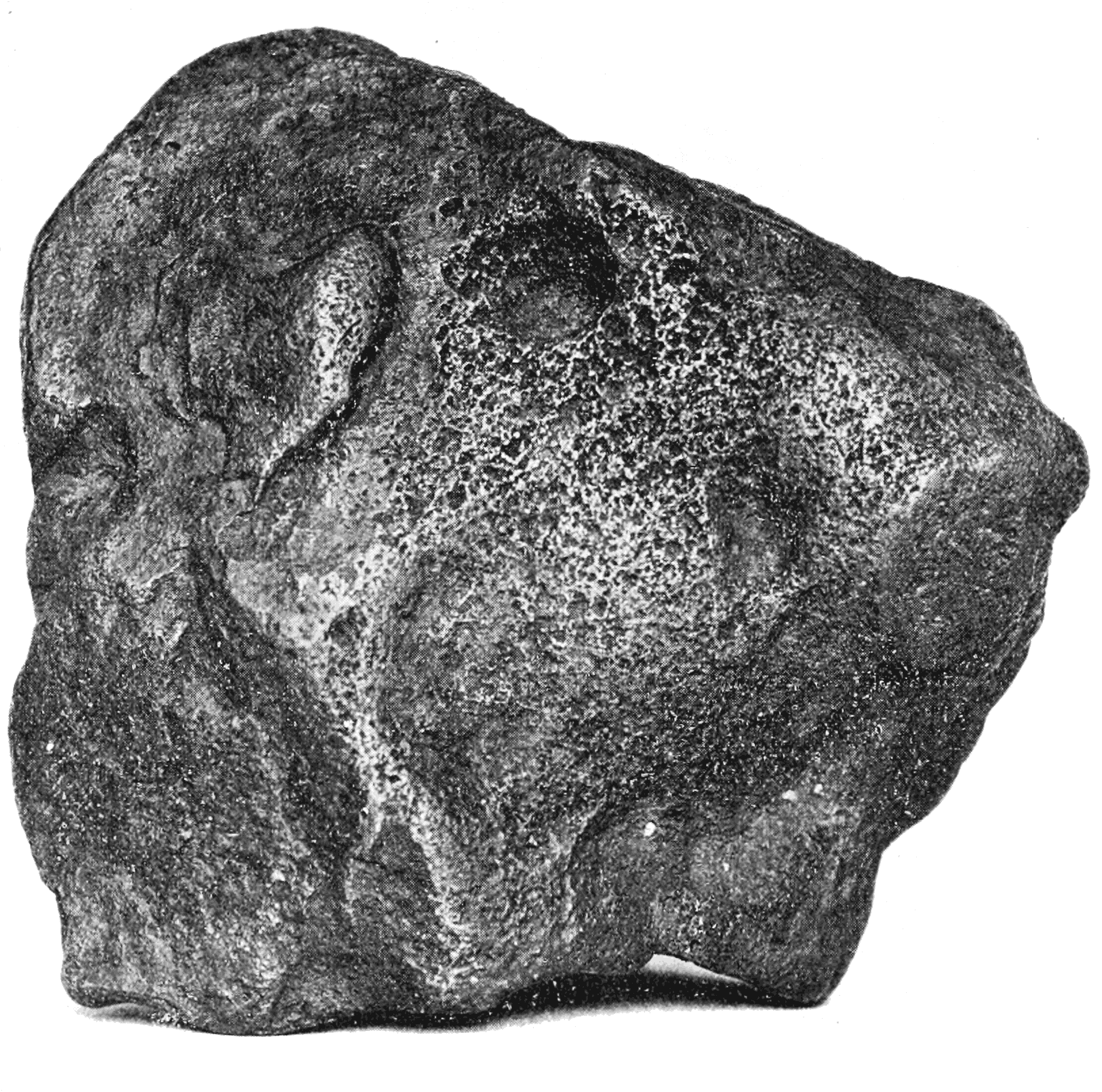
Reprodução de réplica do Sérgio na revista Popular Science, em 1906.

Carbonado Sérgio (também chamado Carbonado do Sérgio ou diamante do Sérgio) foi o maior diamante negro, ou carbonado, já encontrado na Terra, pesando 3 167 quilates, minerado em 1895 pelo garimpeiro Sérgio Borges de Carvalho (de onde vem seu nome) na cidade brasileira de Lençóis, na Chapada Diamantina, região central do estado da Bahia, tendo sua origem provável na queda de um meteorito.
O Sérgio é considerado o maior diamante do mundo e os carbonados - que receberam esse nome pelos mineiros da Chapada Diamantina por seu aspecto escuro, como se fosse queimado ou "carbonizado" - e foram descobertos na década de 1840 no interior baiano e sua única outra fonte conhecida é na República Centro-Africana, o que faz supor que ambas jazidas tenham a mesma origem.

## Histórico
Foi encontrado no garimpo chamado "Brejo da Lama", situado a cerca de dez quilômetros de Lençóis. O garimpeiro o vendeu, em valores da época, por 114 contos de réis ao comerciante José Bezerra. A mina era situada na região que então se denominava de "Segunda Companhia", localizada entre o rio Roncador e o riacho das Bicas.
Segundo relatou o cônsul francês no Brasil à época, Paul Serre, Sérgio era um homem bruto que ao cabo de um ano gastou toda a fortuna amealhada com a venda. Seu relato, entretanto, ignora o fato de que o mineiro teve que entregar 25% do valor recebido ao proprietário da mina além de outros tantos aos exploradores do lugar e os impostos.
Serre informou, ainda, que antes de o diamante ser quebrado depois que nenhum museu quis comprá-lo, foram feitos dois modelos da pedra - um ficando na Bahia (no Instituto Geográfico e Histórico da Bahia) e outro em Paris que, à época, tinha ao menos cinco coleções mineralógicas; o primeiro cientista a estudar o carbonado foi Henri Moissan que, ainda em 1895, publicou um artigo contendo uma ilustração da notável pedra. Naquele mesmo ano o "Sérgio" foi vendido ao comerciante de diamantes James Ker Gulland e duas novas réplicas foram produzidas e enviadas a Londres, uma das quais ao Museu Britânico. Foi, então, quebrado em pedaços de 3 e 6 quilates e vendidos para uso industrial. Com a descoberta, dez anos depois, do diamante Cullinan na África do Sul, Sérgio acabou sendo esquecido, e suas cópias consideradas perdidas.
Em 2023 o Museu Nacional de História Natural, em Paris, redescobriu a peça fundida com o molde do Sérgio numa réplica de alta qualidade, e que fora considerada perdida por um erro de catalogação. Foi então feita a comparação com a réplica do Cullinan, evidenciando a supremacia do primeiro como maior diamante já descoberto no mundo.

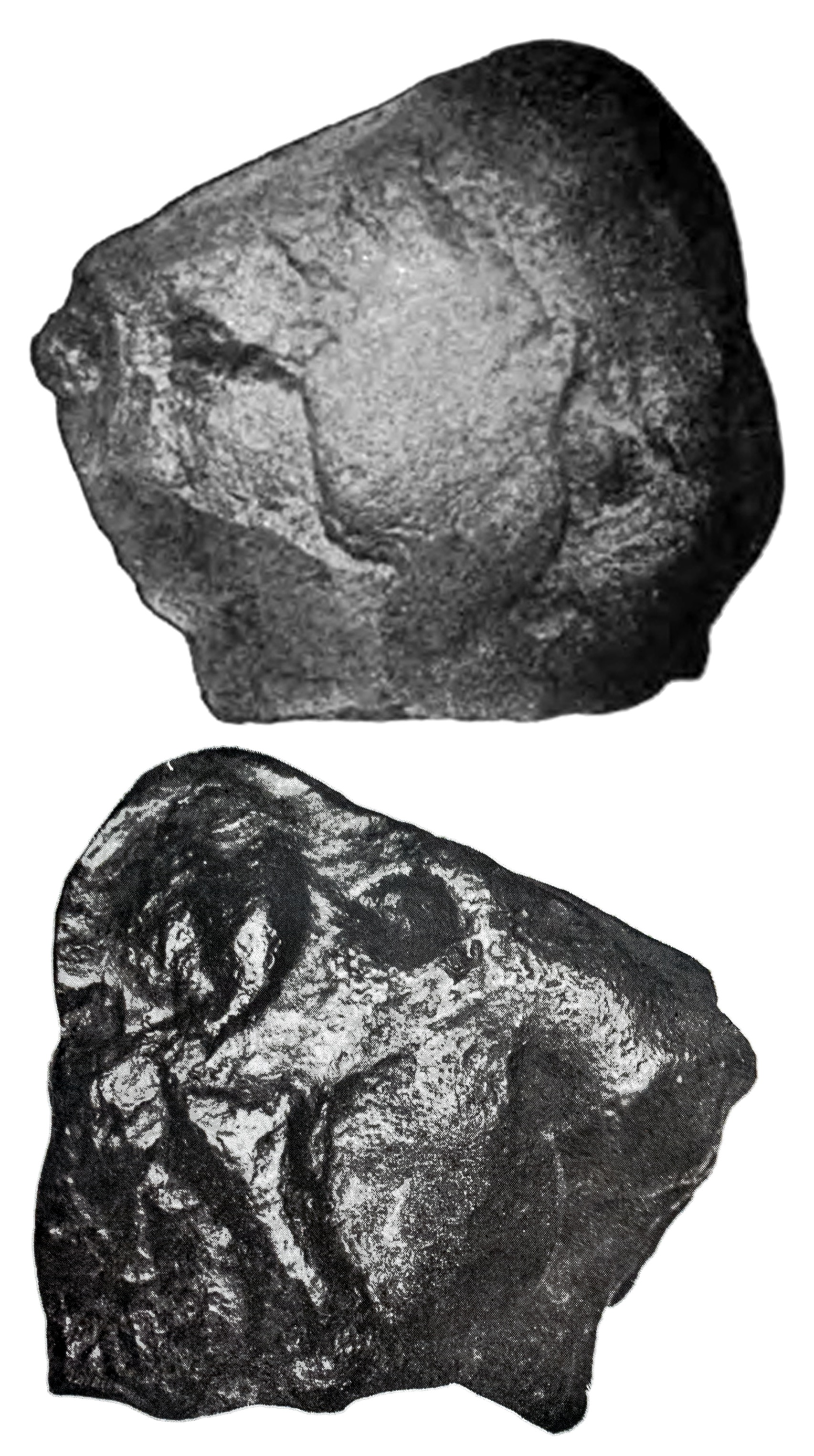
Fotos reais de J. Baczanger (1895) do carbonado Sergio antes de sua destruição. Imagem inferior de J. Escard (1914) Les pierres précieuses, Dunod, p. 818. Redescoberto em 2025.

A análise matemática da foto publicada na Popular Science em 1906 é o molde feito por Henri Moissan em 1895-1896 no IGHB (Bahia), pois é muito parecido com o molde encontrado em Paris em 2023. Várias fotos históricas do verdadeiro carbonado Sérgio também foram encontradas. O estudo 3D, bem como os arquivos de Moissan, sugerem que o peso de 3.167 quilates foi dado em 1895 na antiga unidade do Brasil. Em quilates métricos modernos, seu peso era muito maior, 3,245 quilates.
Em 2025, uma réplica do Sergio foi doada pelo Prof. Francois Farges do MNHN em Paris à SUM (Sociedade União dos Mineiros) de Lençois, que a exibe desde então.
Um e-book gratuito sobre a história redescoberta de carbonado Sérgio foi publicado em francês e traduzido para o inglês (uma versão em português do Brasil está em revisão).